# Langport
Langport – miasto w Wielkiej Brytanii, w Anglii, w hrabstwie Somerset, położone nad rzeką Parrett, na jej wschodnim brzegu, 8 km na zachód od miasta Somerton.

## Nazwa
Nazwa miasta może pochodzić od saksońskiego "długi port", jednak możliwy jest także źródłosłów walijski Llongborth – port dla statków.

## Historia
Najwcześniejszą wzmianką o mieście jest opis bitwy pod Llongborth poety Llywarch Hen (501). Miasto miało strategiczne znaczenie jeszcze za czasów okupacji rzymskiej. W 1562 królowa Elżbieta I Tudor przyznała miastu prawa specjalne, m.in. do trzech targów rocznie. W 1645 roku miała miejsce bitwa pod Langport, w której rojaliści zostali pobici przez opozycyjne wojska parlamentarzystów. W 1840 roku oddano do użytku kanał Westport Canal.